# Jeanne au bûcher (statue)
Pour les articles homonymes, voir Liste de statues de Jeanne d'Arc et Jeanne au bûcher.
Jeanne au bûcher, dit statue de Jeanne au bûcher, est une statue en pierre de Jeanne d'Arc, sculptée par Maxime Real del Sarte avec la collaboration de Roger de Villiers en 1927 et érigée à Rouen, place du Vieux-Marché, à l'extérieur de l'église Sainte-Jeanne-d'Arc.

## Historique
La statue est présentée au Salon des artistes français en 1927 où elle obtient une médaille d'argent. Le 13 mai 1928, elle est exposée sur la place de la Concorde à Paris. Offerte à la Ville de Rouen par son auteur en 1927, elle arrive à Rouen le 19 mai et est exposée à l'occasion des fêtes Jeanne d'Arc. Du 29 mai 1928 au 14 mai 1929, la statue est placée temporairement sous le porche de l'église Saint-Laurent. Elle est ensuite installée sous une arcade de la halle de la boucherie nouvellement construite. Après la démolition des halles et la construction de la nouvelle église Sainte-Jeanne-d'Arc dans les années 1970, la statue est replacée à côté de l'entrée de l'église.
Elle fait l'objet d'une inscription au titre des monuments historiques depuis le 30 octobre 2002.

## Répliques de la statue
Deux répliques existent : à Buenos Aires (1949) et à Montréal (1951). Un moulage de l'œuvre se trouve également dans l'église Saint-Denis de Wissous (Essonne). Une version est aussi installée à l'église de la Madeleine de Verneuil-sur-Avre (Eure) avec la mention « À Ste Jeanne d'Arc. La paroisse reconnaissante. 15 juin 1940 - 22 août 1944 ».

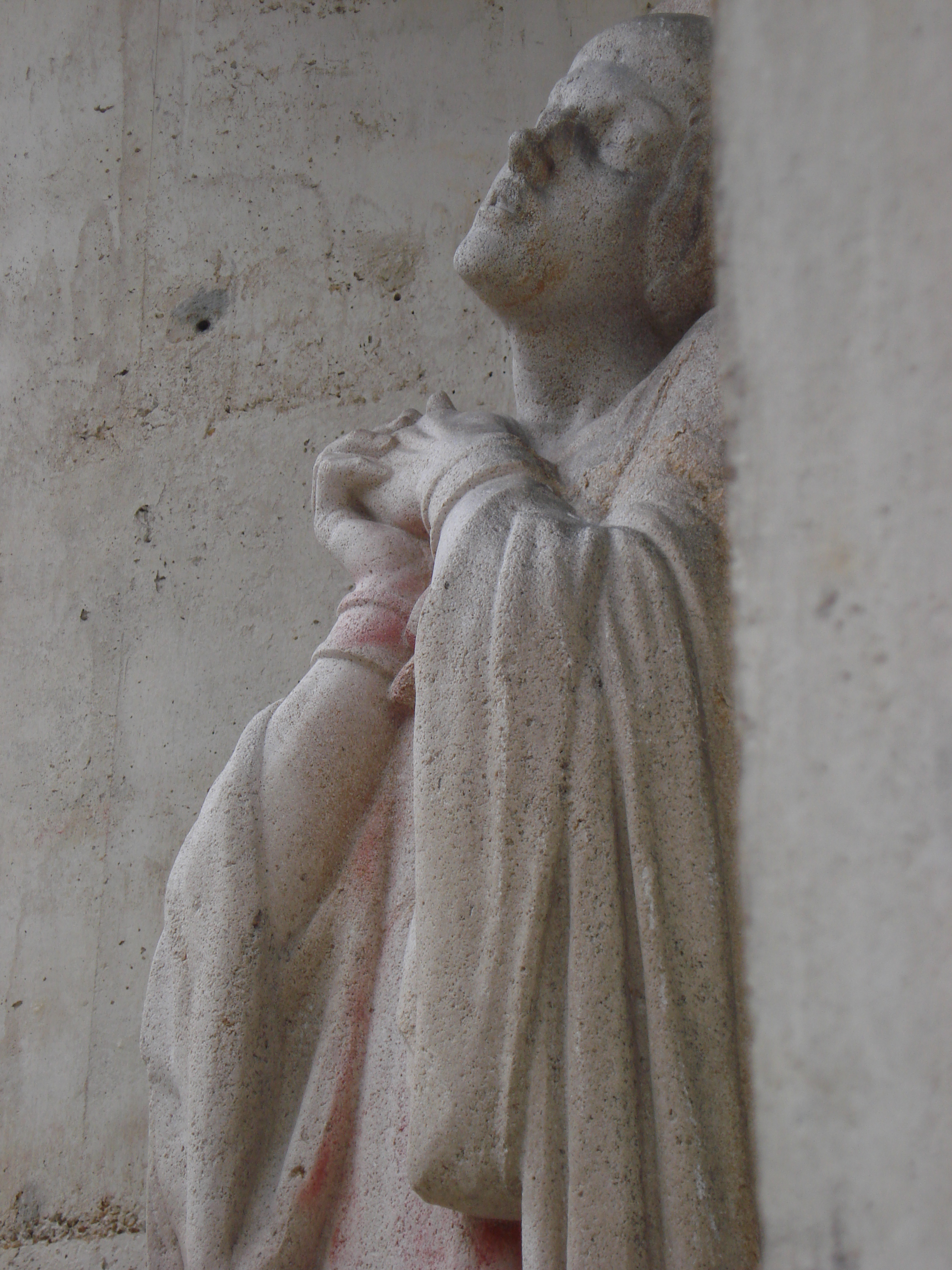
Jeanne au bûcher.